# Formeleinheit
Eine Formeleinheit ist eine Form von chemischen Formeln für Verbindungen, die nicht aus einzelnen Molekülen bestehen.
Bei anorganischen Stoffen, die auf ionischen Bindungen basieren, bildet eine riesige Zahl positiver und negativer Ionen ein Ionengitter. Die für diese Verbindung angegebene Formeln (Formeleinheiten) geben in der Regel das durchgekürzte Verhältnis der beteiligten Atome der Elemente in der Verbindung an und entsprechen in diesem Punkt einer Verhältnisformel.
Die Formeleinheit einer Verbindung enthält jedoch strukturelle Informationen und wird gelegentlich als „aufgelöste Formel“ bezeichnet.
Die Formeleinheit einfacher Salze wie Natriumchlorid oder Magnesiumchlorid werden in der Form NaCl bzw. MgCl2 angegeben. An erster Stelle werden die Kationen, an zweiter Stelle die Anionen angegeben, die sowohl in den Ionengittern als auch in wässrigen Lösungen (Na+, Mg2+, Cl−) vorliegen. Bei komplexeren Salzen, die aus mehratomigen Ionen bestehen, werden für die Ionen zuerst das Zentralatom und dann seine Liganden genannt, wie bei Calciumphosphat Ca3(PO4)2 und Ammoniumsulfat (NH4)2SO4 mit den komplexen Ionen (NH4)+, (PO4)3− und (SO4)2−.
Bei Salzen anorganischer Säuren, die Protonen tragen, werden die Wasserstoffatome wie Kationen behandelt: Natriumdihydrogenphosphat wird als NaH2PO4 angegeben. Dies geschieht in Analogie zu den üblichen Formeln von anorganischen Säuren, bei denen zuerst die Wasserstoffatome angegeben werden (z. B. H3PO4 für Phosphorsäure), was häufig ihrer molekularen Struktur [P(O)(OH)3] nicht gerecht wird.
Mit der Bezeichnung Formeleinheit soll vermieden werden, dass bei der Behandlung chemischer Sachverhalte von Molekülen oder Teilchen gesprochen wird, wenn gar keine Moleküle bzw. freie Teilchen vorliegen.